# ボブリル
ボブリル（英語: Bovril）はイギリスを中心に親しまれている精肉ペーストである。1870年代にジョン・ローソン・ジョンストン（John Lawson Johnston）によって開発されたもので、その見た目は酵母エキスやイギリスのマーマイト、オーストラリアのベジマイトと類似しており、濃厚で塩辛い味をもつ。特有の球根状の瓶に詰めて販売されているほか、キューブや顆粒の製品も販売されている。商標・販売権はユニリーバが保有している。
ボブリルはお湯や（お湯ほど一般的でないが）ミルクで薄めることでイギリスで「ビーフティー」と呼ばれる飲料となる。またマーマイトやベジマイトのようにスープやだし、煮込み料理、ポリッジの調味料として使うことができ、また特にトーストなどの食品に塗って食することもできる。

## 語源

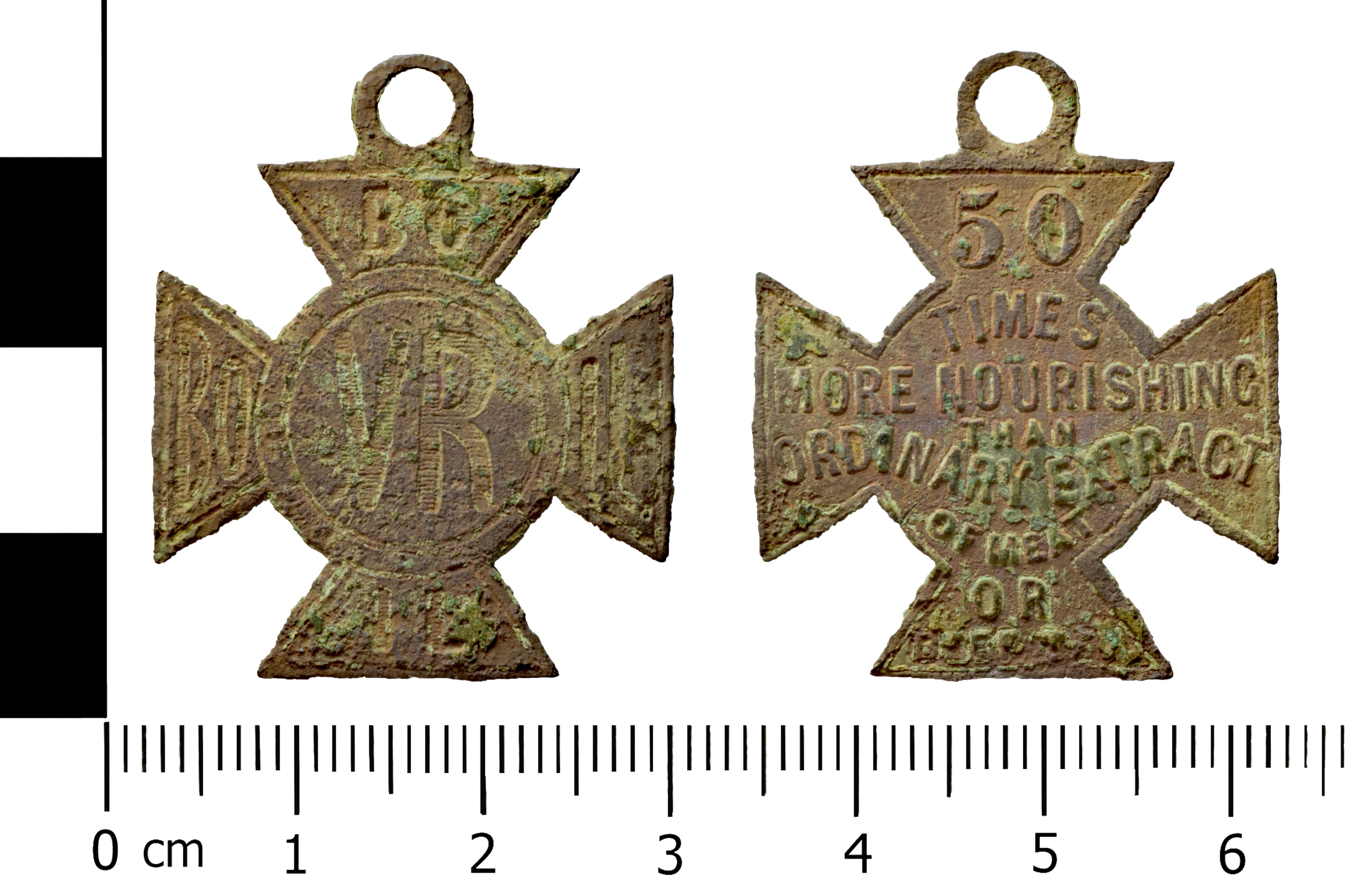
銅合金による販売促進用のメダルもしくはトークン。1866から1914ごろ

「ボブリル」という商品名の“bov”の部分はラテン語で「雄牛」を意味するbovīnusに由来する。また“-vril“という接尾詞はエドワード・ブルワー＝リットンが1871年に発表し、当時著名であった小説”The Coming Race“からジョンストンが採用したものである。この小説は”Vril”という電磁的物質に由来する力を持った“Vril-ya”という高等種族をめぐる内容で、つまり「ボブリル」は雄牛から得られた偉大な力を指すことになる。

## 歴史

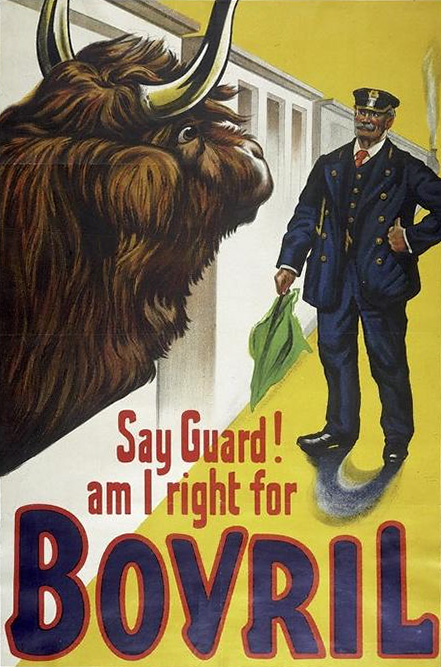
ボブリルのポスター、1900年ごろ、ヴィクトリア&アルバート博物館 no. E.163-1973

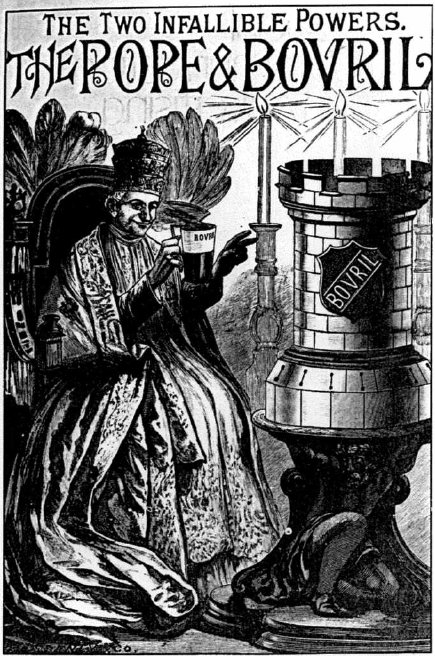
ポスター「ふたつの無謬の力: 教皇そしてボブリル」1900年ごろ

普仏戦争さなかの1870年のこと、ナポレオン3世は兵士を養うために百万もの牛肉の缶詰を発注した。この業務を請け負ったのはカナダに住むスコットランド人の精肉業者であったジョン・ローソン・ジョンストン（John Lawson Johnston）であった。大量の牛肉は英国の支配地域や南アメリカから調達することができたが、問題は輸送と保管であった。そのためジョンストンはナポレオン3世の需要に応えるために、のちにボブリルと呼ばれる「ジョンストン液状牛肉」（Johnston's Fluid Beef）として知られる製品を開発した。1888年までに、3000以上のイギリスのパブ、食料品店、そして薬剤師（dispensing chemist）がボブリルを販売した。1889年に、ジョンストンのビジネスを拡大するためにボブリル株式会社（Bovril Ltd）が結成された。
ボーア戦争におけるレディスミス包囲のさなか、駐屯地の中で馬肉を使ったボブリルに似たペーストが製造された。これは馬やラバの肉をゼリー状に精製した「Chevril」（「ボブリル」と「馬」を意味する“cheval”のかばん語）と呼ばれ、ビーフティーのようにして提供された。またボブリル株式会社はこの戦争のあいだイギリス軍のレーションとして、濃縮されたペミカン状の乾燥肉を製造した。この戦闘糧食はポケットサイズのスズ製の缶の中に半分は乾燥肉、もう半分には乾燥ココアが入っており、乾燥肉はそのまま食べることが可能であるほか、水と混ぜてビーフティーを作ることもできた。
ボブリルは第一次世界大戦でも「戦争食」としての機能を持ち続け、作家ヘレン・ゼンナ・スミス（Helen Zenna Smith）が1930年に発表した“Not So Quiet: Stepdaughters of War”という記述文でも頻繁に言及されている。作中にはベルギーのモンスで傷病兵のためにボブリルが準備される様子が登場し、「傷病兵を病院に輸送している際に輸送係と救急車が爆撃されたとき、ちょうど雑用係が傷病兵のためにボブリルを作り始めたところであった」とある。
またボブリルのビーフティーは1914年から1917年に帝国南極横断探検隊として派遣されたエンデュランス号のアーネスト・シャクルトンの探検隊がエレファント島で遭難した際、彼らが飲むことができた唯一の温かい飲み物であった。
ジョンが亡くなると、彼の息子であるジョージ・ローソン・ジョンストンが会社を引き継いだ。1929年に、彼は男爵（Baron Luke, of Pavenham）に叙された。
1966年にはインスタントのビーフストックが発売され、1971年にはシチューやキャセロール、グレイビー用の「King of Beef」という商品も発売された。1971年にはジェームズ・ゴールドスミスのCavenham Foodsがボブリル社を買収し、乳製品や南アメリカ関連の事業は資金面の理由で売却された。現在、「ボブリル」ブランドは2001年に当社を買収したユニリーバによって保持されている。
ボブリルは教皇と広告に共に現れた広告でも知られている。20世紀初め英国のとある広告キャンペーンには玉座に座ったレオ13世がボブリルの注がれたマグを持った姿で描かれており、スローガンには「ふたつの無謬の力…教皇そしてボブリル」とある。

## ライセンス生産
ボブリルは南アフリカにおいてはパイオニアフーズのボコモ部門において生産されている。

## レシピの変更
2004年にユニリーバはボブリルの製法から牛肉原料を除外し、ベジタリアンのものに変更した。これは菜食主義の広がり、宗教的な食の要望に加えて牛海綿状脳症の蔓延によって英国牛肉の輸出が禁止されたことによって売り上げの低下が懸念されたことによるものであった。その後輸出禁止が解除され、ボブリルの売り上げも上がったことを受けて、ユニリーバは2006年に決定を撤回し、牛肉の使用を再開した。現在では牛エキスを使ったものと鶏エキスを使ったものがそれぞれ販売されている。
2020年11月にはフォレストグリーン・ローヴァーズFCが数年前から肉製品の販売が出来なくなったニューローン・スタジアムでボブリルを販売するために、メーカーと協力してビーツ製のボブリルを開発することを発表した。

## 文化的重要性

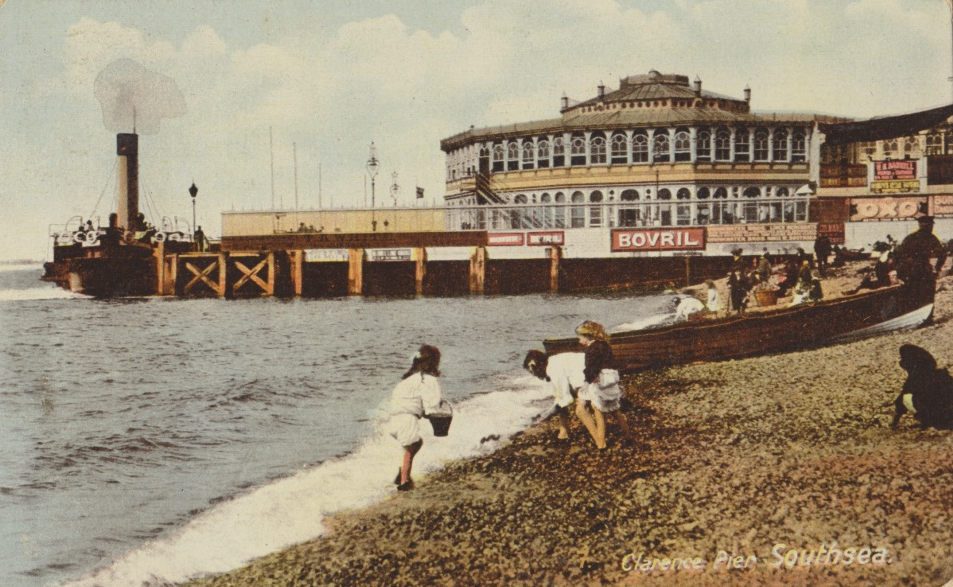
サウス・シーにおけるボブリルの広告、1914年ごろ

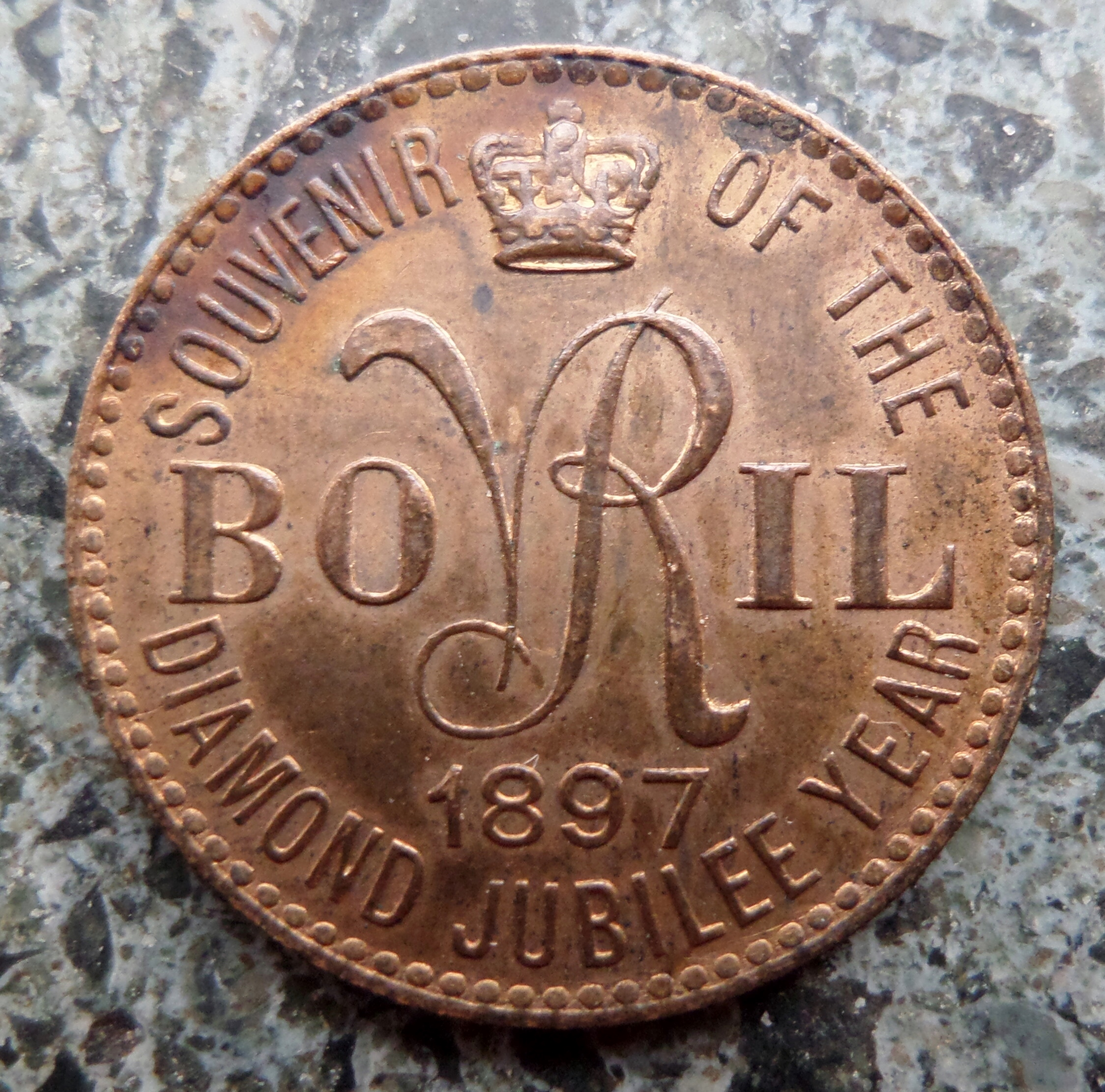
ヴィクトリア女王のダイヤモンド・ジュビリーを記念して発行されたボブリルの広告トークン

ボブリルは20世紀初期に「スーパーフード」として宣伝された。広告では薄めてビーフティーにする、朝のトーストに塗るといった食べ方が推奨されていた。ある広告ではインフルエンザに効果があるとさえ宣伝されていた。
ボブリルの瓶は考古学的な構成要素の一つとして一般的に発掘されている。たとえばウスターシャーにあるノウルズ・ミル（Knowles Mill）で見つかっている。
その発明以来、ボブリルはイギリス文化のアイコンの一つとなった。それはフットボール文化と関連付けられる。冬の間、英国のフットボールファンはスタジアムのテラスでビーフティーを楽しむ。魔法瓶に入れてきたビーフティーを飲む人もいるし、スタジアムへのサーモス魔法瓶の持ち込みが禁止されているスコットランドでは使い捨てコップで楽しむ。
映画「In Which We Serve」においては、ダンケルクからの脱出で救出された橋の上のイギリス海外派遣軍将校たちが暖をとるために「多めのシェリー酒で溶いたボブリル」（Bovril rather heavily laced with sherry）を供されるシーンがある。
英国の登山家クリス・ボニントンは1970年代から1980年代に放映されたCMに出演しており、そのなかで温かい飲み物をつくるためにエベレストの雪や氷を溶かす様子を回想していた。